# Џејмс Матис
Џејмс Н. Матис (рођ. 8. септембра 1950) је пензионисани генерал Америчке војске и тренутни Министар одбране Сједињених Америчких Држава у администрацији председника Доналда Трампа. Претходно је служио као командант Централне команде САД, Удружене борбене команде задужене за војне операције на блиском истоку, северној Африци и централној Азији, од 2010. до 2013.
На месту команданта централне команде САД заменио је Дејвида Петреуса, каснијег директора Централно обавештајне агенције. Био је и на месту команданта здружених оружаних снага САД, од 2007. до 2010. и као генерални командант НАТО савезничке трансформационе команде, од 2007. до 2009.
Познат је по свом учешћу у рату у Ираку, где је служио као командант првог маринског експедиционог корпуса, централне команде маринских снага и прве маринске дивизије.
Матис је први званичник Трампове администрације чији је избор званично потврдио Амерички сенат и први који је званично ступио на функцију.

## Породица и образовање
Матис је рођен 8. септембра 1950. године у Пулману, америчкој држави Вашингтон. Оба родитеља радила су му при америчкој војсци. Одгајан је у Ричланду, завршио је средњу школу "Колумбија" (енгл. Columbia High School) 1968. Дипломирао је историју на Универзитету Централног Вашингтона 1971.

## Војна каријера
Учествовао је у Заливском рату, рату у Авганистану и Ираку.
Матис је познат под надимком "Бесан Пас" (енгл. Mad Dog) и "Монах Рата" због своје посвећености војном позиву.